# Połonina Kiczera
Połonina Kiczera lub Kiczera – duży trawiasty obszar na północnych stokach grzbietu Małych Pienin, pomiędzy zboczami Borsuczyn (939 m) i Wysokiej (1050 m), oraz południowymi zboczami szczytu Skała (839 m) i Homole (732 m). Od Polany pod Wysoką oddzielony jest wąskim pasem lesistego jaru potoku Kamionka. Dolna część polany to Niżnia Kiczera.
Dawniej były to pola uprawne wsi Jaworki, której mieszkańcy (Rusini) zostali po II wojnie światowej wysiedleni. Jak biedni byli to ludzie, może świadczyć dokumentacja ich dobytku podczas wywozu: tylko co dziesiąta rodzina miała konia, każda zaś krowę i kilka owiec lub kóz.
W górnej części hali znajduje się mały, okresowy stawek. Jest to jedyny staw w całych Pieninach. Obecnie na połoninie prowadzony jest kulturowy wypas owiec i znajdują się jedyne w całej okolicy zabudowania. Jest to stacja doświadczalna IMUZ. Z rzadkich roślin stwierdzono tu występowanie storczyka kukawki (Orchis militaris). Przez obszar połoniny nie prowadzą szlaki turystyczne.
Połonina Kiczera znajduje się w granicach wsi Jaworki w województwie małopolskim, w powiecie nowotarskim, w gminie miejsko-wiejskiej Szczawnica.